# Épinay-sur-Duclair
Épinay-sur-Duclair är en kommun i departementet Seine-Maritime i regionen Normandie i norra Frankrike. Kommunen ligger i kantonen Duclair som tillhör arrondissementet Rouen. År 2022 hade Épinay-sur-Duclair 516 invånare.

## Befolkningsutveckling
Antalet invånare i kommunen Épinay-sur-Duclair
| Referens: INSEE |